# محمد حميد الله
محمد حميد الله الحيدرآبادي (1326 هـ ـ 1423 هـ/1908م ـ 2002م)، أحد أعلام الثقافة العربية الإسلامية الكبار في العصر الحديث، هو محدّث وفقيه وأحد كبار العلماء والدعاة الذين أنجبتهم شبه القارة الهندية بصورة عامة. حاصل على دكتوراة في الفلسلفة كما حصل على درجتي الدكتوراة في السيرة النبوية من جامعتين مختلفتين أحداهما من جامعة باريس والأخرى من جامعة توبنجن بألمانيا. قضى ما يقرب من نصف عمره بالبحث والتحقيق في أوروبا ودول الشرق الأوسط. كاتب غزير الإنتاج، وله العديد من الدراسات الأكاديمية والأعمال الواسعة في العلوم الإسلامية والتاريخ والثقافة غير المسبوقة في القرن الماضي، وقد تم نشرها بعدة لغات مع آلاف المقالات في المجلات العلمية. وكان أول مسلم يقدم ترجمة لمعاني القرآن الكريم باللغة الفرنسية والتي تعد من أفضل ترجمات معاني القرآن على الإطلاق، كما قام بترجمة تفسير القرآن الكريم للعديد من اللغات الأخرى. يتحدث الكثير من اللغات بطلاقة مثل: الأردية (لغته الأم)، الفارسية، العربية، الفرنسية، الإنجليزية، الألمانية، الإيطالية، اليونانية، التركية، الروسية وغيرها تصل إلى 17 لغة حتى أنه تعلم اللغة التايلاندية وهو في الأربع والثمانين من عمره. وله مؤلفات قيمة بهذه اللغات يبلغ عددها أكثر من 250 كتاباً. وله مئات المقالات في القرآن والسيرة النبوية والفقه والتاريخ والحقوق والمكاتيب وغيرها.

## سيرته
كانت أسرته قد هاجرت من الحجاز إلى البصرة خوفا من بطش الحجاج بن يوسف، ثم استقر المقام بسلالتها في الهند خلال القرن الثامن الهجري. وتحدَّر من هذه الدوحة النبيلة قضاةٌ ورجال دولة، وعلماء أعلام ذاع صيتهم في الهند على مدى قرون من الحكم الإسلامي لها. وكان من آخرهم الشيخ حبيب الله أخو الدكتور محمد حميد الله الأكبر، وهو مترجم كتاب (أنساب الأشراف) للبلاذري إلى اللغة الأوردية، والشيخة أمَة العزيز، أخته الكبرى، ومترجِمة (شرح النووي على صحيح مسلم) إلى الأوردية.
ولد في مدينة حيدر أباد وفيها نال تعليمه الأولي والجامعي، ثم قصد فرنسا والتحق بجامعة السوربون الشهيرة، وتابع فيها دراسته العليا، وحصل منها على درجة الدكتوراه، وكان موضوع أطروحته «المهمات الدبلوماسية في عصر الرسول والخلفاء الراشدين». ثم عاد إلى مدينة حيدر أباد وعمل أستاذاً في جامعتها برهة من الوقت، وعاد بعدها إلى باريس سنة 1368هـ/1948 حيث استقر هناك، وعمل أستاذاً ومحاضراً في عدد من الجامعات الفرنسية، كما عمل أستاذاً زائراً في عدد من جامعات الهند وفرنسا وتركيا، وأتقن نحواً من عشر لغات من اللغات الشرقية والغربية. وكما عرفته الجامعات المختلفة التي درّس فيها أستاذاً ومحاضراً، كذلك عرفته المساجد التي زارها في مختلف البلدان داعية من طراز رفيع. وكانت له مشاركات كثيرة في المؤتمرات العلمية واللقاءات الفكرية فكان المبرز فيها، وقد أشير إليه فيها بالبنان، وكان يقدم فيها الحلول والمقترحات المفيدة. وكانت له صلات قوية بالمستشرقين، ومحاورات مع كثيرين منهم في القضايا الدينية والشؤون الأكاديمية، وتحول إلى مستشار لعدد من الجامعات والمؤسسات الثقافية وأعيان المجتمع، وقد اعتنق الدين الإسلامي على يديه عدد كبير من الفرنسيين وغيرهم، وعاد إلى محراب الله تعالى على يديه أيضاً عدد كبير من المسلمين الذين أخذتهم الدنيا ببهرجتها. وكان يمتاز بتواضع جمّ وبخلق كريم. وكان يحرص على الابتعاد عن الأضواء ما أمكن، والانصراف إلى البحث والتأليف، وقد خلَّف ما يزيد على مئة وخمسين كتاباً تأليفاً وتحقيقاً، وما يزيد عن تسعمئة مقالة نشرها في صحف ومجلات مختلفة وبلغات عديدة، كالإنكليزية والفرنسية والألمانية والأوردية والعربية وغيرها، وأسهم في الكتابة لبعض الموسوعات، كدائرة المعارف الإسلامية بالأوردية، وموسوعة الأطلس الكبير للأديان بالفرنسية.

## سياحته
زار عدد كبير من البلدان العربية والاسلامية والاوربية والأمريكية وكانت له بصمات واضحة خلالها،وكان محمد حميد الله من أشد المدافعين عن استقلال إمارة حيدرآباد الإسلامية عن دولة الهند، وهي إمارة لعبت دورا تاريخيا مجيدا في تاريخ المسلمين، وكانت مركزا مزدهرا من مراكز الحضارة الإسلامية في القارة الهندية، فحريٌّ بها أن تبقى منارة إسلامية. فسافر إلى الأمم المتحدة عام 1948 ضمن وفد دبلوماسي يسعى إلى الاعتراف باستقلال الإمارة بعد استقلال الهند عن التاج البريطاني، ورفْض الإمارة الانضمام إليها.
وحينما اجتاحت القوات الهندية الإمارة وفشل الوفد في الحصول على الاعتراف باستقلالها قرر محمد حميد الله بإباء أن لا تطأ قدمه أرض الهند بعدها، وهو قرار التزم به طول عمره المديد، رغم تجواله في أرجاء الأرض.
عاش العلامة حميد الله في فرنسا مدة مديدة ناهزت نصف القرن (1948-1996) احتفظ خلالها بجنسيته الحيدرآبادية، ورفض عرضا من الحكومة الفرنسية ومن حكومات دول إسلامية عدة بمنحه الجنسية، وفاءً لوطنه المغدور حيدرآباد. واكتفى بوثيقة إقامة في فرنسا حملها معه أكثر من نصف قرن.

## مؤلفاته
من مؤلفاته الشهيرة.
- القرآن الكريم وترجمة معانيه بالفرنسية، صدرت له أكثر من عشرين طبعة.
- نبيّ الإسلام صلى الله عليه وسلم وحياته وأعماله، بالفرنسية في جزئين، صدرت له طبعات، آخرها طبعة 1989م.
- التعريف بالإسلام، بالفرنسية، صدرت له طبعات، ونقل إلى 23 لغة عالمية.
- ست رسائل دبلوماسية لنبي الإسلام صلى الله عليه وسلم، بالفرنسية، صدرت بباريس عام 1986م.
- لماذا نصوم؟ بالفرنسية، صدر عام 1983م، و1988م.
- فهرس ترجمات معاني القرآن الكريم، ألَّفه مستفيدًا من مائة وعشرين لغة، صدر بإستانبول بتركيا.
- تصحيح ترجمة بوسكاي لصحيح البخاري، بالفرنسية، صدر بباريس.
- مجموعة الوثائق السياسية للعهد النبوي والخلافة الراشدة بالعربية، صدر ببيروت.

### تحقيقاته
ومن أهم تحقيقاته مستقلاً: «الذخائر والتحف» للقاضي الرشيد بن الزُّبير، من علماء القرن الخامس الهجري، وبالاعتماد على نسخة فريدة، وبذل جهوداً مضنية في سبيل الوصول به إلى برّ الأمان، وبه افتتحت وزارة الإعلام الكويتية سلسلة التراث العربي الشهيرة، والجزء الأول من كتاب «أنساب الأشراف» للبلاذري، ونشره معهد المخطوطات العربية بالقاهرة، وقطعة من «كتاب النبات» لأبي حنيفة الدَّينوري، ونشرها المعهد الفرنسي للآثار الشرقية بالقاهرة. وقطعة من «السيرة النبوية» لابن إسحاق، ونشرت في الرباط، و«صحيفة همَّام بن منبّه» وهو في الحديث النبوي الشريف، ونشر في بيروت، و«كتاب السَّير الكبير» للإمام محمد بن الحسن الشيباني، ونشر في حيدر أباد، و«معدن الجواهر بتاريخ البصرة والجزائر» يعني الجزر القريبة منها، لابن عراق، ونشر في إسلام أباد، و«كتاب الرَّدة ونبذة من فتوح العراق» للواقدي، ونشر بباريس ثم ببيروت.
ومن تحقيقاته بالاشتراك مع آخرين: «كتاب الأنواء في مواسم العرب» لابن قتيبة، وقد حققه بالاشتراك مع المستشرق الفرنسي الشهير شارل بلا، ونشر في حيدر أباد، و«المعتمد في أصول الفقه» لأبي الحسين محمد بن علي البصري، وقد حقّقه بالاشتراك مع محمد بكر، وحسن حنفي، ونشره المعهد الفرنسي للدراسات العربية بدمشق.

## كتابه الوثائق السياسية للعهد النبوي والخلافة الراشدة
هذا الكتاب أروع أعماله، وهو في الحقيقة رسالة قدّمها في«جامعة السوربون»للحصول على شهادة الدكتوراه. وقد طُبع بالعربية بالإضافات والتنقيحات. جمع فيه الوثائق السياسية الخاصة بعهد الرسول وفي أيام الخلافة الراشدة. وعدد الوثائق التي جمعها الدكتور«حميد الله» 373 وثيقة. والكتاب ينقسم على أربعة أقسام:
1. القسم الأول يشتمل على وثائق الرسول قبل الهجرة،
2. والقسم الثاني يحتوي على الوثائق التي كُتبت بعد الهجرة، يبدأ هذا القسم بالوثيقة المكتوبة في تحديد الواجبات والحقوق بين المهاجرين والأنصار واليهود، وتُعد هذه الوثيقة أول دستور للإسلام. ثم ذكر الوثائق الخاصة بالعلاقات مع الروم والفرس وبين القبائل العربية.
3. ويحتوي القسم الثالث على الوثائق التي كُتِبَت في عهد الخلافة الراشدة، سجل فيها وثائق خلافة أبي بكر وعمر وعثمان وعلي - رضي الله عنهم - على الترتيب.
4. ويشتمل القسم الرابع على ملحقات ذُكر فيها العهود مع اليهود والنصارى والمجوس، ثم ألحق به الوثائق التي عثر عليها فيما بعد.

وفي آخر الكتاب فهارس تشمل الصور والخرائط والجداول. وطُبع الكتاب باللغة الفرنسية سنة 1935 ثم نقله إلى العربية وطُبع في القاهرة سنة 1941. ثم أعيدت طباعته عدة مرات.

## وفاته
لم يترك حميد الله فرنسا إلا بعد أن أعياه رهَق السنين، واستنزف عمرَه البحث العلمي الدائب والعملُ الدائم لخدمة الإسلام. فقد ألحّت عليه حفيدة أخيه السيدة المفضالة (سديدة عطاء الله) المقيمة في الولايات المتحدة بمصاحبتها إلى هناك حرصا على صحته المنهَكة ورحمة بضعفه وكبره، فقبل توسُّلاتِها بعد لَأْيٍ عام 1996، وأقام معها سنوات عمره الأخيرة، حتى رحل بنفس مطمئنة عن هذه الدنيا، في مدينة جاكسونفيل بولاية فلوريدا الأميركية عام 2002.

## روابط خارجية
- محمد حميد الله على موقع أرشيف الشارخ.